# Moj svet
Moj svet je kompilacijski album srpskog rok benda S vremena na vreme. Objavljen je 1978. godine.

## Spisak pesama
1. Put Putuje Karavan (1977)[2]
2. Kao Vreme Ispred Nas (1974)[3]
3. Čudno Drvo (1973)[4]
4. Tavna Noć (1974)[5]
5. Sunčana Strana Ulice (1975, sa albuma S vremena na vreme)
6. Jana (1974)
7. Dixie Band (1975)[6]
8. Odisej (1973)
9. I Kad Budem Stariji (1974)
10. Traži Mene (1975, sa albuma S vremena na vreme)
11. (1975, sa albuma S vremena na vreme)
12. Moj Svet (1977)[7]

## Postava
- Asim Sarvan – vokal
- Ljubomir Ninković – gitara, vokal
- Miomir Đukić – gitara
- Vojislav Đukić – bas

## Spoljašnje veze
- Janjatović, Petar (2003). Ex YU rock enciklopedija. Beograd: Čigoja štampa.  137175308.